# XVI Festival olimpico invernale della gioventù europea
Il XVI Festival olimpico della gioventù europea è stata la sedicesima edizione della manifestazione multisportiva giovanile organizzata dai Comitati Olimpici Europei e svolti dal 21 al 28 gennaio 2023 in Friuli-Venezia Giulia, in Italia, con alcuni eventi che sono stati disputati in Slovenia e Austria. È stata la seconda volta per l'Italia all'organizzazione di questo evento dopo Aosta 1993.
Tutte le gare e le cerimonie sono state trasmesse in diretta streaming sul sito ufficiale dei Comitati Olimpici Europei.

## Discipline
Il programma ha previsto competizioni in 12 discipline. Per la prima volta sono stati presenti il Freestyle, con le specialità Slopestyle, Big Air e Skicross, e lo Sci Alpinismo.
| Disciplina                       | Maschile | Femminile | Misti | Totali |
| -------------------------------- | -------- | --------- | ----- | ------ |
| Biathlon (dettagli)              | 2        | 2         | 1     | 5      |
| Combinata nordica (dettagli)     | 1        | 1         | 1     | 3      |
| Curling (dettagli)               | 0        | 0         | 1     | 1      |
| Freestyle (dettagli)             | 3        | 3         | 0     | 6      |
| Hockey su ghiaccio (dettagli)    | 1        | 1         | 0     | 2      |
| Pattinaggio di figura (dettagli) | 1        | 1         | 0     | 2      |
| Salto con gli sci (dettagli)     | 2        | 2         | 1     | 5      |
| Sci alpinismo (dettagli)         | 2        | 2         | 1     | 5      |
| Sci alpino (dettagli)            | 3        | 3         | 0     | 6      |
| Sci di fondo (dettagli)          | 3        | 3         | 1     | 7      |
| Short track (dettagli)           | 3        | 3         | 1     | 7      |
| Snowboard (dettagli)             | 4        | 4         | 2     | 10     |
| Totale (12 discipline)           | 25       | 25        | 9     | 59     |

## Siti di gara
Le gare si svolgeranno in Friuli-Venezia Giulia, con alcune specialità che si disputeranno anche in Slovenia e Austria.
| Impianto                                   | Località           | Sport                                         |
| ------------------------------------------ | ------------------ | --------------------------------------------- |
| Piazza Unità d'Italia                      | Trieste            | Cerimonia di apertura                         |
| Città di Udine                             | Udine              | Cerimonia di chiusura                         |
| Carnia Arena International Biathlon Centre | Forni Avoltri      | Biathlon                                      |
| Nordic Center                              | Planica (Slovenia) | Combinata nordica, Salto con gli sci          |
| Arena Paruzzi                              | Tarvisio           | Combinata nordica                             |
| Palaghiaccio Alceo della Valentina         | Claut              | Curling                                       |
| Ski Area Ravascletto-Zoncolan              | Ravascletto        | Freestyle                                     |
| Eissportarena                              | Spittal (Austria)  | Hockey su ghiaccio (ragazze)                  |
| Fiera di Udine - Padiglione 6              | Udine              | Hockey su ghiaccio (ragazzi e finale ragazze) |
| Palaghiaccio Claudio Vuerich               | Pontebba           | Pattinaggio di figura, Short track            |
| Ski Area Forni di Sopra                    | Forni di Sopra     | Sci alpinismo                                 |
| Ski Area Tarvisio                          | Tarvisio           | Sci alpino                                    |
| Pista Camosci                              | Sappada            | Sci di fondo                                  |
| Ski Area Piancavallo                       | Piancavallo        | Snowboard                                     |
| Ski Area Sella Nevea-Canin                 | Sella Nevea        | Snowboard                                     |

## Programma
Il programma del XVI Festival olimpico invernale della gioventù europea è il seguente:
| CA | Cerimonia d'apertura | 1 | Finali | CC | Cerimonia di chiusura | ● | Eventi di gara |

| Gennaio               | Sab | Dom | Lun | Mar | Mer | Gio | Ven | Sab |
| Gennaio               | 21  | 22  | 23  | 24  | 25  | 26  | 27  | 28  |
| --------------------- | --- | --- | --- | --- | --- | --- | --- | --- |
| Cerimonie             | CA  |     |     |     |     |     |     | CC  |
| Biathlon              |     |     |     | 2   |     | 2   |     | 1   |
| Combinata nordica     |     |     |     | 2   |     | 1   |     |     |
| Curling               |     |     | ●   | ●   | ●   | ●   | 1   |     |
| Freestyle             |     |     | ●   | 2   | ●   | 2   | 2   |     |
| Hockey su ghiaccio    |     | ●   | ●   | ●   | ●   | ●   | 2   |     |
| Pattinaggio di figura |     |     |     |     |     | 2   | 2   |     |
| Salto con gli sci     |     |     | 2   |     | 2   |     | 1   |     |
| Sci alpinismo         |     |     |     | 1   | 1   |     | 2   |     |
| Sci alpino            |     |     | 1   | 1   | 1   | 1   | 1   | 1   |
| Sci di fondo          |     |     | 2   | 1   | 1   | 2   | 1   |     |
| Short track           |     | 2   | 2   | 3   |     |     |     |     |
| Snowboard             |     |     | 2   | 3   |     | 2   | 3   |     |
| Finali                | 0   | 2   | 9   | 14  | 5   | 11  | 14  | 2   |

## Comitati olimpici partecipanti
In seguito alla sospensione degli atleti di Russia e Bielorussia da tutte le competizioni sportive dovuta all'invasione russa dell'Ucraina del 2022 le loro delegazioni non sono state incluse tra i comitati partecipanti, che sono elencati come segue:
- Albania (1)
- Andorra (5)
- Armenia (8)
- Austria (83)
- Azerbaigian (1)
- Belgio (7)
- Bosnia ed Erzegovina (10)
- Bulgaria (24)
- Cipro (2)
- Croazia (8)
- Danimarca (14)
- Estonia (19)
- Finlandia (81)
- Francia (62)
- Georgia (8)
- Germania (106)
- Gran Bretagna (17)
- Grecia (10)
- Irlanda (2)
- Islanda (18)
- Israele (2)
- Italia (109)[7]
- Kosovo (3)
- Lettonia (46)
- Liechtenstein (2)
- Lituania (18)
- Lussemburgo (1)
- Macedonia del Nord (6)
- Moldavia (1)
- Monaco (1)
- Montenegro (3)
- Paesi Bassi (8)
- Norvegia (38)
- Polonia (54)
- Portogallo (1)
- Rep. Ceca (79)
- Romania (18)
- San Marino (1)
- Serbia (3)
- Slovacchia (76)
- Slovenia (47)
- Spagna (20)
- Svezia (60)
- Svizzera (95)
- Turchia (24)
- Ucraina (27)
- Ungheria (21)

## Medagliere
| Posiz. | Nazione       | Oro | Argento | Bronzo | Totale |
| ------ | ------------- | --- | ------- | ------ | ------ |
| 1      | Francia       | 7   | 6       | 4      | 17     |
| 2      | Italia        | 6   | 8       | 7      | 21     |
| 3      | Svizzera      | 6   | 3       | 3      | 12     |
| 4      | Austria       | 6   | 2       | 9      | 17     |
| 5      | Ungheria      | 6   | 1       | 1      | 8      |
| 6      | Slovenia      | 6   | 0       | 0      | 6      |
| 7      | Germania      | 4   | 5       | 8      | 17     |
| 8      | Rep. Ceca     | 4   | 1       | 6      | 11     |
| 9      | Svezia        | 3   | 5       | 6      | 14     |
| 10     | Finlandia     | 3   | 4       | 2      | 9      |
| 11     | Spagna        | 3   | 0       | 0      | 3      |
| 12     | Polonia       | 1   | 7       | 6      | 14     |
| 13     | Lettonia      | 1   | 2       | 1      | 4      |
| 14     | Gran Bretagna | 1   | 1       | 0      | 2      |
| 15     | Ucraina       | 1   | 0       | 2      | 3      |
| 16     | Israele       | 1   | 0       | 0      | 1      |
| 17     | Norvegia      | 0   | 5       | 1      | 6      |
| 18     | Bulgaria      | 0   | 2       | 1      | 3      |
| 18     | Paesi Bassi   | 0   | 2       | 1      | 3      |
| 20     | Slovacchia    | 0   | 2       | 0      | 2      |
| 21     | Estonia       | 0   | 1       | 1      | 2      |
| 22     | Georgia       | 0   | 1       | 0      | 1      |
| 22     | Serbia        | 0   | 1       | 0      | 1      |
| Totale | Totale        | 59  | 59      | 59     | 177    |